# Subaltern (tidskrift)
För andra betydelser av ordet subaltern, se subaltern.
Subaltern är en kulturtidskrift, som dock ges ut med ISBN-nummer i Sverige. Subaltern grundades 2004 som en bokserie, men gjordes om till en kulturtidskrift 2007. 
Sedan 2016 utkommer tidskriftens Serie II, under rubriken Tidskrift för politik och metafysik. Subaltern har publicerat texter av bland andra Norman O. Brown, Karl Kerényi, Beatrice Marovich, William Godwin, Camille Paglia, Birgitta Trotzig, Helena Eriksson, Emanuele Coccia, Max Stirner, Quentin Meillassoux, Walter Benjamin, Jayne Svenungsson, Gershom Scholem, Ulf I. Eriksson, Jonna Bornemark, Heiner Müller, Arnold Gehlen, Jacques Camatte, Helena Granström, Giorgio Agamben, Osynliga kommittén, Simone Weil, Mary Douglas, Pierre Klossowski, Raoul Hausmann med flera.